# Veronica Privitera
Veronica Privitera (Catania, 30 novembre 1988) è un'ex calciatrice e giocatrice di calcio a 5 italiana, tesserata con il Real Grisignano.

## Carriera

### Calcio a 11
Cresciuta nelle file del Camaleonte, squadra femminile di Bronte (CT), nel giro di tre anni compie il triplo salto dalla Serie B alla Serie A.
Con la maglia del Camaleonte, in B, colleziona 26 presenze e 18 reti, passa all'Acese, Serie A2, nel 2011. In un anno, stacca 24 presenze e 16 reti, prima di passare, il 20 dicembre 2012, alla Serie A con la maglia del Napoli, con la cui maglia esordisce due giorni dopo, contro la Lazio. Segna la sua prima rete in Serie A, e con la maglia del Napoli, il 23 febbraio 2013 contro il Torino.
Al termine della stagione Serie A 2012-2013 torna all'Acese, rimanendo con la società siciliana per due stagioni raggiungendo al termine della seconda la prima posizione e la conseguente promozione. Tuttavia la rinuncia della società all'iscrizione alla Serie A svincola Privitera che prima dell'inizio del campionato si accasa alla Pink Sport Time. Al termine della stagione, culminata con la retrocessione in Serie B della squadra pugliese, decide di lasciare il calcio a 11 per dedicarsi al calcio a 5. Tuttavia nel mese di dicembre 2016 torna sui suoi passi, decidendo di accasarsi fino al termine della stagione 2016-2017 alla Roma Calcio Femminile per quello che è l'ultimo in carriera.

### Calcio a 5
Nella stagione 2019-2020 si trasferisce al Real Grisignano
Attualmente gioca per il Levante Caprarica in serie B.

## Statistiche

### Presenze e reti nei club
Aggiornato al 21 maggio 2016.
| Stagione          | Squadra           | Campionato        | Campionato | Campionato | Coppe nazionali | Coppe nazionali | Coppe nazionali | Totale | Totale |
| Stagione          | Squadra           | Comp              | Pres       | Reti       | Comp            | Pres            | Reti            | Pres   | Reti   |
| ----------------- | ----------------- | ----------------- | ---------- | ---------- | --------------- | --------------- | --------------- | ------ | ------ |
| 2010-11           | Camaleonte        | Serie B           | 17         | 13         | CI              | 2               | 0               | 19     | 13     |
| 2011-dic.2011     | Camaleonte        | Serie A2          | 7          | 5          | CI              | 1               | 0               | 8      | 5      |
| Totale Camaleonte | Totale Camaleonte | Totale Camaleonte | 24         | 18         |                 | 3               | 0               | 26     | 18     |
| dic.2011-2012     | Acese             | Serie A2          | 12         | 8          | CI              | 0               | 0               | 12     | 8      |
| 2012-dic. 2012    | Acese             | Serie A2          | 9          | 6          | CI              | 3               | 2               | 12     | 8      |
| dic.2012-13       | Napoli            | Serie A           | 10         | 1          | CI              | 0               | 0               | 10     | 1      |
| 2013-2014         | Acese             | Serie B           | 22         | 30         | CI              | ?               | ?               | 22     | 30     |
| 2014-2015         | Acese             | Serie B           | 23         | 35         | CI              | ?               | ?               | 23     | 35     |
| Totale Acese      | Totale Acese      | Totale Acese      | 66         | 79         |                 | 3               | 2               | 69     | 81     |
| 2015-2016         | Pink Sport Time   | Serie A           | 21         | 4          | CI              | 2               | 2               | 23     | 6      |
| 2016-2017         | Roma CF           | Serie B           | 12         | 9          | CI              | ?               | ?               | 12     | 9      |
| Totale            | Totale            | Totale            | 133        | 111        |                 | 8               | 4               | 141    | 115    |